# John Glyn-Jones
John Glyn-Jones, né le 28 août 1909 à Londres (Angleterre) et mort le 21 janvier 1997 à Casablanca (Maroc), est un acteur, réalisateur et producteur britannique.

## Filmographie

### Comme acteur

#### Cinéma
- 1938 : Save a Little Sunshine de Norman Lee : Un impressionniste (non crédité)
- 1939 : Inspector Hornleigh on Holiday de Walter Forde : Alfred (non crédité)
- 1940 : They Came by Night de Harry Lachman : Llewellyn Jones
- 1940 : The Proud Valley de Pen Tennyson : Mr. Howes, collectionneur (non crédité)
- 1940 : Convoy de Pen Tennyson : Un pote
- 1940 : Sailors Three de Walter Forde : Témoin
- 1948 : Vice Versa de Peter Ustinov : Bindabun Doss
- 1953 : The Long Memory de Robert Hamer : Gedge
- 1953 : Valley of Song de Gilbert Gunn : Ebenezer Davies
- 1953 : Le Fond du problème (The Heart of the Matter) de George More O'Ferrall : Harris (non crédité)
- 1953 : Week-end à quatre (A Day to Remember) de Ralph Thomas : Mr. Mitchell (non crédité)
- 1954 : La Loterie de l'amour de Charles Crichton : Prince Boris (non crédité)
- 1954 : The Final Test d'Anthony Asquith : Mr. Willis
- 1954 : Cour martiale (Carrington V.C.) d'Anthony Asquith : Evans, un reporter
- 1955 : Fièvre blonde (Value for Money) de Ken Annakin : Arkwright
- 1957 : The Truth About Women de Muriel Box : Raven
- 1957 : The Film That Never Was, court métrage de Paul Dickson
- 1958 : Cœur de gosse (Heart of a Child) de Clive Donner : Prêtre
- 1958 : The Adventures of Hal 5 de Don Sharp : Mr. Goorlie
- 1959 : Carlton-Browne of the F.O. de Roy Boulting et Jeffrey Dell : Interviewer
- 1959 : Fils de forçat de Jack Cardiff : Magistrat
- 1959 : Après moi le déluge de John Boulting : Detto Executive
- 1960 : Le Paradis des monte-en-l'air (Two Way Stretch) de Robert Day : Avocat
- 1960 : Man in the Moon de Basil Dearden : Dr Wilmot
- 1961 : Meurtre à Oxford (The Sinister Man) de Clive Donner : Dr Maurice Tarn
- 1962 : Locker 69 de Norman Harrison : Inspecteur Roon
- 1962 : Tout feu, tout femme (en) (Go to Blazes) de Michael Truman : Chef des pompiers
- 1962 : Les Femmes du général (Waltz of the Toreadors) de John Guillermin : Jenkins, l'aubergiste
- 1963 : The Launching, court métrage de Michael Birkett : Secrétaire de mairie
- 1963 : Heavens Above! de John Boulting et Roy Boulting : Professeur (non crédité)
- 1963 : The Yellow Teddy Bears de Robert Hartford-Davis : Benny Wintle
- 1964 : The Verdict de David Eady : Harry
- 1964 : Smokescreen de Jim O'Connolly : Joueur
- 1968 : Decline and Fall... of a Birdwatcher de John Krish : Gardien
- 1971 : Time Flies, court métrage de Peter Graham Scott
- 1971 : The Magnificent Six and ½: Time Flies de Peter Graham Scott
- 1972 : Nobody Ordered Love de Robert Hartford-Davis : Harry
- 1973 : Le Manoir des fantasmes (Dark Places) de Don Sharp : Directeur d'une banque
- 1976 : The Copter Kids de Ronald Spencer : Mr. Davidson

#### Série télévisée
- 1951 : BBC Sunday-Night Theatre : Fluellen (1 épisode)
- 1957 : Boyd Q.C. : George (2 épisodes)
- 1958 : Dixon of Dock Green : Tom Morgan (1 épisode)
- 1958 : Fair Game : Professeur Frimpton (1 épisode)
- 1959 : The Army Game : Officier dentaire (1 épisode)
- 1960 : The Citadel (mini-série) : Mr. Owen (4 épisodes)
- 1961 : Destination danger : Hamish (1 épisode)
- 1961 : The World of Tim Frazer : Détective Inspecteur Royd (3 épisodes)
- 1961 : Top Secret : Inspecteur Matson (1 épisode)
- 1961-1964 : The Edgar Wallace Mystery Theatre : Divers rôles (3 épisodes)
- 1962 : Brothers in Law : Kendall Grimes (13 épisodes)
- 1962 : Man of the World : Réceptionniste (1 épisode)
- 1963 : It Happened Like This : Major (1 épisode)
- 1963 : The Human Jungle : Ensford
- 1963 : Ce sentimental M. Varela : Libraire (2 épisodes)
- 1963 : Le Saint : Les Artistes de la fraude (saison 2 épisode 14) : Vicaire Stone
- 1964 : Emergency-Ward 10 : John Draycott (5 épisodes)
- 1964 : The Third Man : Andrews (1 épisode)
- 1964 : Diary of a Young Man : Maire (1 épisode)
- 1964 : The Sullavan Brothers : Mr. Arthur Fortune (1 épisode)
- 1964 : Gideon's Way : Percy Knox (1 épisode)
- 1965 : Sherlock Holmes : Vicaire (1 épisode)
- 1965 : Theatre 625 : Évêque de Bamberg (1 épisode)
- 1965 : The Man in Room 17 : Davos (1 épisode)
- 1965 : Six of the Best : Sir Gregory Bowles (1 épisode)
- 1965 : Love Story : Le principal (1 épisode)
- 1965 : The Worker : Divers rôles (2 épisodes)
- 1961-1965 : ITV Play of the Week : Divers rôles (3 épisodes)
- 1965 : No Hiding Place : Révérend Price (1 épisode)
- 1964-1966 : Sergeant Cork : Divers rôles (2 épisodes)
- 1966 : The Troubleshooters : David Harris (1 épisode)
- 1966 : Weavers Green : Daniel Jessup (5 épisodes)
- 1967 : Adam Adamant Lives! : Harry Newley (1 épisode)
- 1967 : Softly Softly : Collins (1 épisode)
- 1964-1967 : The Wednesday Play : Divers rôles (2 épisodes)
- 1968 : Stiff Upper Lip, téléfilm : Drage
- 1968 : ITV Playhouse : Juge (1 épisode)
- 1968 : Half Hour Story : Major Pomchrist (1 épisode)
- 1968 : Comedy Playhouse : Drage (1 épisode)
- 1968 : Detective : Evans (1 épisode)
- 1968 : Middlemarch (mini-série) : Peter Featherstone (3 épisodes)
- 1966-1968 : Chapeau melon et bottes de cuir : Divers rôles (2 épisodes)
- 1962-1969 : Armchair Theatre : Divers rôles (4 épisodes)
- 1970 : Mon ami le fantôme : Le chimiste (1 épisode)
- 1970 : Crime of Passion : Maître Dupont (1 épisode)
- 1970 : The Culture Vultures : Vice-chancelier (1 épisode)
- 1969-1970 : W. Somerset Maugham : Divers rôles (2 épisodes)
- 1970 : Menace : Hepple (1 épisode)
- 1970-1971 : Play for Today : Divers rôles (2 épisodes)
- 1971 : Hine : Maître (1 épisode)
- 1971 : Eyeless in Gaza : John Beavis (1 épisode)
- 1971 : BBC Play of the Month : Egeus (1 épisode)
- 1971 : Amicalement vôtre : Dr Rogers (1 épisode)
- 1972 : Shirley's World : Welsh Man (1 épisode)
- 1972 : Clochemerle : Couzinet (2 épisodes)
- 1972 : Holly : Juge (1 épisode)
- 1972 : Freewheelers : McClusky (6 épisodes)
- 1972-1973 : Emmerdale Farm : Harry Jameson (7 épisodes)
- 1974 : The Pallisers : John Vavasor (4 épisodes)

### Comme producteur
- 1946 : The Rose and Crown
- 1946-1947 : Pinwright's Progress (10 épisodes)
- 1947 : The Amazing Dr. Clitterhouse
- 1947 : Busman's Honeymoon
- 1949 : Witness for the Prosecution
- 1949 : The Call to Arms
- 1949 : Box for One
- 1949 : Miranda
- 1949 : The Queen of Spades
- 1950 : Lady Precious Stream

### Comme réalisateur
- 1946-1947 : Pinwright's Progress (10 épisodes)
- 1947 : The Amazing Dr. Clitterhouse
- 1949 : Witness for the Prosecution
- 1949 : The Queen of Spades